# Cisnes
 Coordenadas : orientação de longitude inválida, deve ser "E" ou "W"
Cisnes, é uma comuna do Chile, localizada a noroeste da Região de Aisén, na Província de Aisén. Sua capital é a cidade de Puerto Cisnes.
A comuna limita-se: a norte com Quellón e Guaitecas; a oeste com o Oceano Pacífico; a leste com Coihaique e Lago Verde; e a sul com Aisén.

## Geografia
A comuna localiza-se na porção noroeste da região, um território que inclui grande quantidade de ilhas, fiordes e canais, montanhas andinas, etc. Entre as ilhas a maior é a Ilha Magdalena, localizada em frente a Puerto Cisnes. A comuna é atravessada pelo Canal Moraleda. Destaca-se também a bacia do Rio Palena que caracteriza a região da localidade de La Junta (a localidade de Encuentro), a localidade de Puyuhuapi na margem do Canal Puyuhuapi e o Parque Nacional Queulat. É notório o Cerro Melimoyu, (2.400 m), próximo a Raul Marín Balmaceda, vila de pescadores da costa norte da comuna.

## Etimologia
"Cisnes" provêm do nome da principal localidade, Puerto Cisnes, que se localiza na foz do rio homónimo: rio que foi nomeado pelo almirante chileno Enrique Simpson Baeza devido à grande quantidade de cisnes encontrados nas suas margens.